# BRIT Awards 1999
Die BRIT Awards 1999 wurden am 16. Februar 1999 in der London Arena verliehen. Die Moderation übernahm Johnny Vaughan.
Erfolgreichster Künstler mit drei gewonnenen Preisen war Robbie Williams, der mit sechs auch die meisten Nominierungen hatte.

## Liveauftritte
| Künstler                                                        | Lieder                                                                           |
| --------------------------------------------------------------- | -------------------------------------------------------------------------------- |
| B*Witched Billie Piper Cleopatra Steps Tina Cousins Supatroopas | Thank ABBA for the Music                                                         |
| Boyzone featuring Barry McGuigan Chris Eubank Nigel Benn        | When the Going Gets Tough                                                        |
| The Corrs                                                       | Runaway Haste To The Wedding                                                     |
| Placebo David Bowie                                             | 20th Century Boy                                                                 |
| Eurythmics featuring Stevie Wonder                              | Sweet Dreams (Are Made of This) Here Comes the Rain Again There Must Be An Angel |
| Manic Street Preachers                                          | You Stole the Sun from My Heart                                                  |
| Robbie Williams                                                 | Let Me Entertain You                                                             |
| Whitney Houston                                                 | It's Not Right But It's Okay                                                     |
| Cher                                                            | Believe                                                                          |

## Gewinner und Nominierte
| British Album of the Year (präsentiert von Mariella Frostrup & Prince Naseem) | Outstanding Contribution to Music (präsentiert von Stevie Wonder) |
| --- | --- |
| - Manic Street Preachers – This Is My Truth Tell Me Yours - Catatonia – International Velvet - Gomez – Bring It On - Massive Attack – Mezzanine - Robbie Williams – I've Been Expecting You | - Eurythmics |
| British Single of the Year (präsentiert von Sheryl Crow & Meat Loaf) | British Video of the Year (präsentiert von Helen Baxendale & John Thomson) |
| - Robbie Williams – Angels - Beautiful South – Perfect 10 - Catatonia – Road Rage - Cornershop – Brimful of Asha - Des’ree – Life - Fatboy Slim – The Rockafeller Skank - Manic Street Preachers – If You Tolerate This Your Children Will Be Next - Massive Attack – Teardrop - George Michael – Outside - Robbie Williams – Millennium | - Robbie Williams – Millennium - All Saints – Under the Bridge - Melanie B featuring Missy Elliott – I Want You Back - Cornershop – Brimful of Asha - Jamiroquai – Deeper Underground - Massive Attack – Teardrop - George Michael – Outside - Placebo – Pure Morning - Radiohead – No Surprises - Robbie Williams – Let Me Entertain You |
| British Male Solo Artist (präsentiert von Jools Holland & Ian Dury) | British Female Solo Artist (präsentiert von Kulvinder Ghir & Meera Syal als Chunky Lafunga & Smita Smitten) |
| - Robbie Williams - Ian Brown - Bernard Butler - Lynden David Hall - Fatboy Slim | - Des’ree - Billie Piper - PJ Harvey - Hinda Hicks - Billie Myers |
| British Group (präsentiert von Kylie Minogue & Lee Evans) | British Breakthrough Act (präsentiert von Huey Morgan and Zoe Ball) |
| - Manic Street Preachers - Beautiful South - Catatonia - Gomez - Massive Attack | - Belle & Sebastian - Another Level - Billie Piper - Cleopatra - Cornershop - Five - Gomez - Hinda Hicks - Propellerheads - Steps |
| British Dance Act (präsentiert von Sharleen Spiteri & Boy George) | Soundtrack/Cast Recording (präsentiert von Mark Morrison) |
| - Fatboy Slim - All Saints - Faithless - Jamiroquai - Massive Attack | - Titanic - Boogie Nights - Jackie Brown - Lock, Stock and Two Smoking Barrels - The Wedding Singer |
| International Male Solo Artist (präsentiert von Ladysmith Black Mambazo) | International Female Solo Artist (präsentiert von Linor Abargil & Ian Wright) |
| - Beck - Eagle Eye Cherry - Neil Finn - Pras - Will Smith | - Natalie Imbruglia - Alanis Morissette - Lauryn Hill - Madonna - Sheryl Crow |
| International Group (präsentiert von Björn Ulvaeus) | International Breakthrough Act (präsentiert von All Saints) |
| - The Corrs - Air - Beastie Boys - Fun Lovin' Criminals - R.E.M. | - Natalie Imbruglia - Air - B*Witched - Eagle Eye Cherry - Savage Garden |